# كلارنس بارلو
كلارنس بارلو (بالإنجليزية: Clarence Barlow)‏ هو ملحن بريطاني، ولد في 27 ديسمبر 1945 في كلكتا في الهند.

## وصلات خارجية
- كلارنس بارلو على موقع ميوزك برينز (الإنجليزية)
- كلارنس بارلو على موقع ديسكوغز (الإنجليزية)
- كلارنس بارلو على موقع ديسكوغز (الإنجليزية)